# Pernell Schultz
Pour les articles homonymes, voir Schultz.
Pernell Schultz, né le 7 avril 1994 à Georgetown, est un footballeur international guyanien jouant poste de milieu offensif.

## Biographie

### En sélection
En juin 2019, il est retenu par le sélectionneur Michael Johnson afin de participer à la Gold Cup organisée aux États-Unis, en Jamaïque et au Costa Rica.

## Palmarès
- Morvant Caledonia United
  - Coupe Pro Bowl
    - Finaliste : 2015

- Fruta Conquerors
  - Championnat du Guyana
    - Champion : 2018